# North Canton
North Canton é uma cidade localizada no estado norte-americano de Ohio, no Condado de Stark.

## Demografia
Segundo o censo norte-americano de 2000, a sua população era de 16.369 habitantes.
Em 2006, foi estimada uma população de 16.755, um aumento de 386 (2.4%).

## Geografia
De acordo com o United States Census Bureau tem uma área de
15,7 km², dos quais 15,7 km² cobertos por terra e 0,0 km² cobertos por água. North Canton localiza-se a aproximadamente 347 m acima do nível do mar.

## Localidades na vizinhança
O diagrama seguinte representa as localidades num raio de 12 km ao redor de North Canton.